# Overdrive

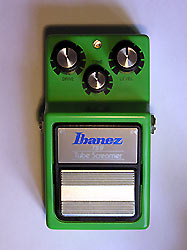
Ibanez TS-9

Overdrive by se dalo přeložit jako přebuzený. Úkolem tohoto efektu je co možná nejrealističtěji simulovat přebuzení lampového zesilovače. Krabička bývá tvořena většinou polovodiči, u dražších modelů jsou použité i elektronky. Nejslavnější a nejvíce používaný obvod v historii byl japonský integrovaný obvod JRC 4558D. Dnes jde však o nedostupný kousek, jehož cena na bazarech roste neustále nahoru díky dávnému ukončení výroby. Novým nástupcem je mutace s názvem RC 4558.
Samotné zkreslení zajišťuje způsob zpracování signálu nazývané Soft clipping. Funguje na principu měkké limitace signálu, která pouze zmenší (zvětší) obálku signálu na předem nastavenou úroveň, avšak neořízne tvrdě signál jako tomu dochází u distortion. Tradiční modely: Ibanez TS9/808, Boss Overdrive OD1 a Super Overdrive SD1.